# Palini (gmina)
Palini (gr. Δήμος Παλλήνης, Dimos Palinis) – gmina w Grecji, w administracji zdecentralizowanej Attyka, w regionie Attyka, w jednostce regionalnej Attyka Wschodnia. Siedzibą gminy jest Jerakas. W 2011 roku liczyła 54 415 mieszkańców. W skład gminy wchodzą miejscowości: Antusa, Jerakas, Leondario i Palini. Powstała 1 stycznia 2011 roku w wyniku połączenia dotychczasowych gmin Palini i Jerakas oraz wspólnoty Antusa.